# Lijst van burgemeesters van Loosduinen
Dit is een lijst van burgemeesters van de voormalige Nederlandse gemeente Loosduinen in de provincie Zuid-Holland, tegenwoordig deel van gemeente Den Haag.

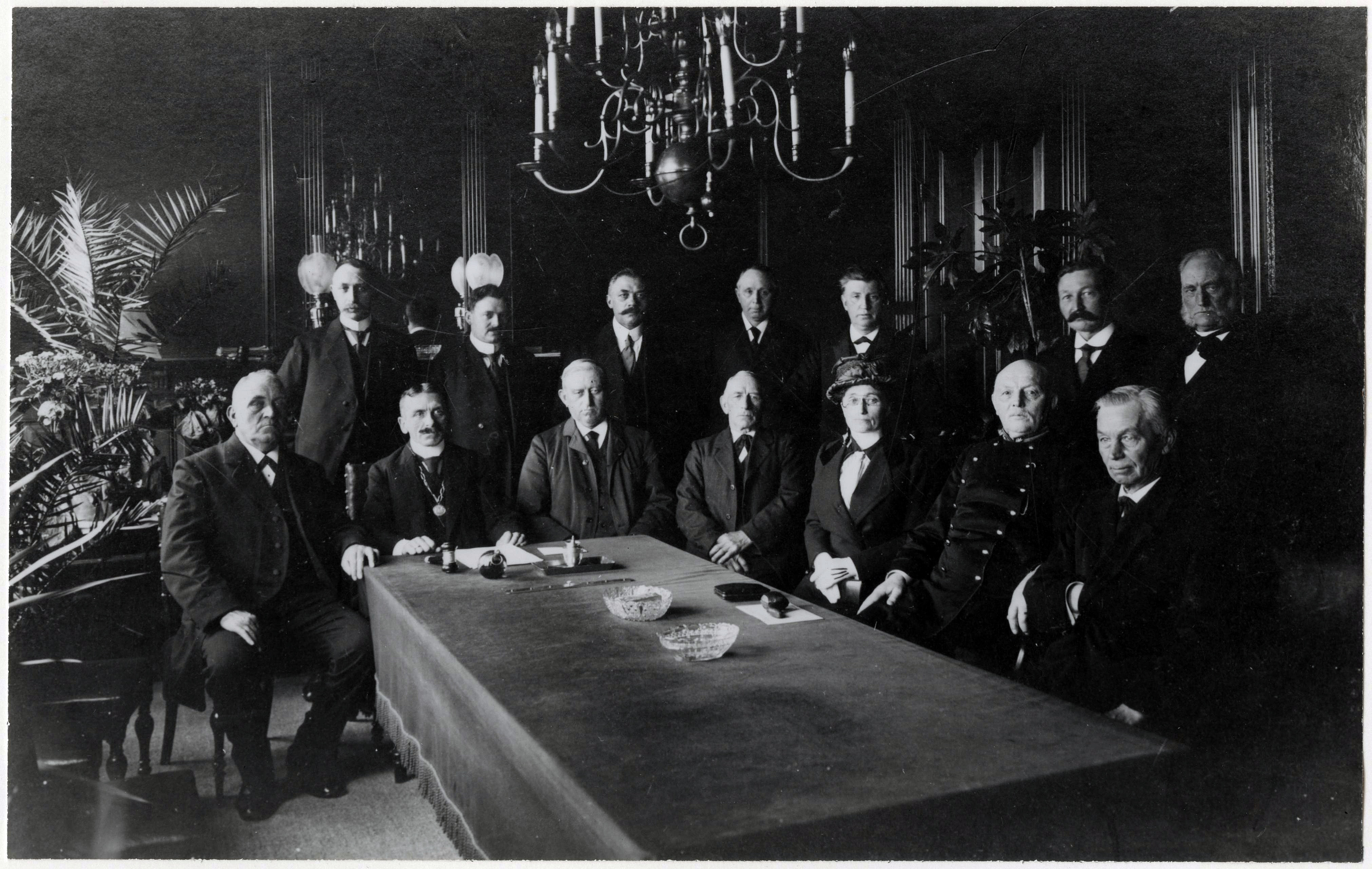
De gemeenteraad van Loosduinen, onder het voorzitterschap van burgemeester Hendrik Willem Hovy (met ambtsketting) in 1920

| Burgemeester                                                                               | ambtstermijn | opmerking                                                                                |
| ------------------------------------------------------------------------------------------ | ------------ | ---------------------------------------------------------------------------------------- |
| Franc van der Goes                                                                         | 1811 - 1813  | eigenlijk maire van Loosduinen                                                           |
| Jhr. mr. Gerrit Lodewijk Hendrik Hooft                                                     | 1813 - 1817  | tot 1814: maire                                                                          |
| Mr. Daniël François                                                                        | 1817 - 1840  | gestorven in het ambt, 1 juli 1840                                                       |
| Johannes Marius Janszen                                                                    | 1840 - 1850  |                                                                                          |
| Hubertus Cato Waldeck                                                                      | 1850 - 1872  | nam ontslag na relletjes                                                                 |
| Gerrit Nicolaas de Voogt                                                                   | 1872 - 1883  |                                                                                          |
| Mr. Henri Adolphe van der Velde                                                            | 1883 - 1901  | was eerder burgemeester van Bodegraven 1880-1883                                         |
| Mr. Dr. Hendrik Willem Hovy                                                                | 1901 - 1923  | laatste burgemeester, verzette zich niet tegen de annexatie van Loosduinen door Den Haag |
| Bronnen: Oud-Loosduinen. De Geschiedenis van een Haagse Woonwijk Loosduinen op eigen benen |              |                                                                                          |